# 空牙 (プロレスラー)
空牙（クーガー、生年月日不明 - ）は、日本の覆面レスラー。

## 経歴
1991年、ユニバーサル・プロレスリングに入門。
1992年6月、デビュー前にユニバーサル・プロレスリングが活動停止。7月、SPWFに入門。
1995年10月13日、SPWF茨城大会でアジアン・クーガーとしてアジアン・コンドルとタッグを組んで対藤田豊成&高智政光組戦でデビュー。同日、コンドルとタッグチーム「アジアン・エキスプレス」を結成。その後、コンドルがSPWFを退団したため、アジアン・エキスプレスは解散。
1996年、SPWFを退団。
1997年、コンドル、斗猛矢、ファントム船越と共にプロレス団体「ZIPANG」を設立。10月18日、北海道でZIPANGのプレ旗揚げ戦を開催。
1998年3月、ZIPANGの旗揚げ戦を開催。9月、ZIPANGを退団。
2003年、JDスター女子プロレスのコーチに就任。
2006年10月、大阪プロレスと専属フリー契約を結ぶ。
2010年9月4日、リングネームを空牙に改名。
2013年4月20日、大阪プロレスを退団。6月15日から6月30日、道頓堀アリーナで「空牙自主興行」（4大会）を開催。7月1日、運営組織「道頓堀エンターテインメントシステム」を設立。7月7日から8月25日、道頓堀アリーナで道頓堀エンターテインメントシステムの興行（11大会）を開催。9月1日、道頓堀エンターテインメントシステムを母体に道頓堀プロレスを設立して道頓堀アリーナで旗揚げ戦を開催。9月29日、きび体育館で「空牙凱旋自主興行」を開催。

## 得意技
スズメバチ（旧：ソラキバ）
タワースタンプ
リバースタイガードライバーと同型。
トルネードスタンプ
トルネードクローズラインと同型。
顔面スタンプ
エレクトリックチェアと同型。
Uターンブルドッギング
ストラタスファクションと同型。
スカイカナールホールド
クロスアームスープレックス
クーガーロック1号
空牙髏苦弐號（旧：クーガーロック2号）
クーガーロック3号
クーガーロック4号
スパルタンクラッチ
クーガーロック5号
クーガーロック25号

## 入場曲
- Joker（湘南乃風）

## タイトル歴
- NWAカナダライトヘビー級王座
- IWA世界ジュニアヘビー級タッグ王座
- アイアンマンヘビーメタル級王座
- テレビ愛知認定マンモスフリーマーケット王座
- 日本インディペンデントクルーザー級王座
- MWF認定世界ジュニアヘビー級王座
- 大阪プロレス王座
- 大阪プロレスタッグ王座
- 天王山優勝
- WDW王座
- WDWタッグ王座
- 道頓堀最強男優勝
- 道頓堀最強タックキング優勝
- インターナショナルジュニアヘビー級タッグ王座
- ウエストコーストクラシックプロレストーナメント優勝

## 映画出演
- おっさんのケーフェイ（2019年2月16日） ‐ 本人役[4]